# موريس زاكس
موريس زاكس (بالفرنسية: Maurice Sachs)‏ (16 سبتمبر 1906، باريس في فرنسا - 14 أبريل 1945 في ألمانيا)؛ كاتب وروائي فرنسي.